# Ángel Martínez (football, 1986)
Ángel Martínez Cervera, né le 31 janvier 1986 à Gérone, est un footballeur espagnol qui joue au poste de milieu de terrain.

## Biographie

### En club
Ángel Martínez commence sa carrière à l'Espanyol de Barcelone, équipe évoluant en Primera Division. Avec ce club, il participe aux demi-finales de la Coupe UEFA face à l'équipe allemande du Werder Brême. Il est ensuite prêté au Rayo Vallecano et au Girona FC, équipes de Segunda Division.
En 2011, il quitte son pays natal et rejoint le club anglais de Blackpool, formation évoluant en Championship (D2). Après trois saisons passées dans ce club, il signe à Millwall, toujours en Championship.
Le 16 août 2015 il rejoint Chesterfield.

### En équipe nationale
Le 29 décembre 2007, il joue un match avec l'équipe de Catalogne face au Pays basque.